# 28836 Ashmore
28836 Ashmore este un asteroid din centura principală de asteroizi.

## Descriere
28836 Ashmore este un asteroid din centura principală de asteroizi. A fost descoperit pe 7 mai 2000 la Socorro, New Mexico, în cadrul proiectului LINEAR. Asteroidul prezintă o orbită caracterizată de o semiaxă mare de 2,33 ua, o excentricitate de 0,16 și o înclinație de 2,7° în raport cu ecliptica.